# 가모가와 쇼
가모가와 쇼(일본어: 鴨川 奨, 1983년 2월 7일 ~ )는 일본의 전 축구 선수이다.

## 구단 경력
과거 나고야 그램퍼스 에이트에서 활동하였다.